# 동시성의 상대성
동시성의 상대성이란 동시성이란 것이 절대적인 것이 아니라, 관찰자에 따라 변한다는 개념이다. 여기에서 동시성(simultaneity)은 적어도 한개의 기준계에서 같은 시간에 두개의 사건이 발생하는 성질을 말한다. 프랑스의 수학자 앙리 푸앵카레가 1900년에 처음 발표하였고, 특수 상대성 이론의 핵심 중 하나이다.

## 의의
3차원 공간에서 한 위치를 '점'이라고 부른다. 적당한 좌표계를 정하면 공간 내 한 점은 세 개의 좌표로 정해진다. 그리고 상대성 이론에서는 시간도 마치 공간의 한 좌표처럼 취급되므로 공간상의 한 점에서 어떤 시간에 무엇인가가 일어났다면 그것을 기술하기 위해서는 공간 좌표 3개와 시간 좌표가 필요하다. 이렇게 네 개의 좌표로 정해지는 것을 '사건'이라고 부른다. 상대성 이론에서는 사건이라는 말이 자주 나오므로, 사건의 의미를 잘 이해할 필요가 있다. 서로 다른 두 사건이라고 하면 네 개의 좌표 중 하나 이상이 다른 경우를 말한다. 그래서 네 좌표가 모두 다른 두 사건이 있을 수도 있고 공간 좌표는 다르고 시간 좌표는 같은 두 사건도 있을 수 있으며 공간 좌표는 같지만 시간 좌표가 다른 두 사건도 있을 수 있다. 광속은 불변량임이 가장 중요한 자연의 성질이라는 것을 인정하면 절대 공간과 절대 시간의 개념은 더 이상 성립하지 않고 서로 다른 관성계에서는 시간 지연과 길이 수축과 같은 현상이 일어나게 됨을 안다. 관성계마다 시계의 빠르기가 다르다는 사실로부터 가장 먼저 관심을 갖게 되는 것이 '동시성'이다. 동시성이란 두 사건이 동시에 일어나는 것을 어떻게 알고 그것이 무슨 의미인지를 알아보는 것이다.
우리는 동시가 무엇인지 직관적으로 알고 있다고 생각한다. 즉 아무리 멀리 떨어져 있더라도 시계로 똑같은 시간에 두 사건이 일어난다면 그 두 사건은 동시에 일어난 것으로 생각한다. 그러나 동시에 대한 직관은 모두 절대 시간의 개념이 존재할 때의 생각이다. 서로 다른 관성계에서는 시간의 빠르기가 다르므로(특수 상대성 이론을 참고)어느 한 관성계에서 동시에 일어난 두 사건이라고 할지라도 다른 관성계에서 관찰하면 바로 그 두 사건이 동시에 일어나지 않았을 수도 있다. 그런데 어떤 관성계에서 관찰한 현상이든지 모두 다 동등하게 옳지, 어느 한 관성계에서 관찰한 현상이 다른 관성계에서 관찰한 현상보다 특별히 더 옳다고 말할 수는 없다.(특수 상대성 이론 참고) 따라서 공간과 시간의 개념이 수정되면서 동시성에 대해 새롭게 정의하고 이해하여야 할 필요가 생기게 된다.
절대 시간 개념 아래서는 시계가 동일한 시간을 가리킬 때 일어난 두 사건은 동시에 일어났다고 정의할 수 있었다. 하지만 절대 시간 개념을 부정하려 한다면 지금까지 가장 기본적인 물리량으로 여겨졌던 '시간'을 정의하기 위해서 '조작적 정의'를 사용하여야 한다.

## 동시성의 상대성
서로 떨어진 두 위치에서 일어나는 두 사건에 대해 어떤 시간에 그 두 사건이 일어났는지 서로 상대적으로 움직이는 두 기준계에서 내리는 판단은 서로 다르다. 이를 설명하기 위해 서로 다른 기준계에서 있는 관찰자를 가정한다. 한 관찰자는 기차의 한가운데에 서서 기차와 함께 등속도로 운동하고 있는 관찰자(A)이고, 다른 관찰자는 플랫폼에 서서 기차를 바라보는 관찰자(B)이다. A를 태운 기차의 정중앙이 플랫폼에 서있는 B를 지나가는 순간 기차의 앞과 뒷 부분에 번개가 친다. 이때 기차의 한 가운데에 서 있는 A는 번개가 친 기차의 앞과 뒷 부분에서 동일한 거리에 서 있음을 알 수 있고, 플랫폼에서 관찰한 B도 기차의 중앙에 위치하는 것이므로 번개가 친 기차의 앞과 뒷부분과는 동일한 거리에 있음을 알 수 있다. 먼저 관찰자 B의 경우에는 동일한 거리만큼 떨어져 있었고, B가 움직이지 않고 있기 때문에 빛의 속도가 일정하다면 앞과 뒤에 동시에 친 번개의 빛은 B의 눈에 동시에 들어와 동시에 일어난 사건이라고 여길 수 있다. 관찰자 A의 경우에는 번개가 치는 순간에는 앞과 뒤와 동일한 거리에 있었지만, 기차가 등속도로 운동하고 있기 때문에 기차의 앞 부분에서 오는 번개의 빛이 관찰자 A에 다가오고 있는 동안에 관찰자 A는 앞으로 다가오고, 기차의 뒷부분에서 오는 번개의 빛이 관찰자 A에 다가오고 있는 동안에 관찰자 A는 앞으로 멀어진다. 즉, 관찰자 A의 등속도 운동 때문에 빛이 진행해야하는 거리가 달라진 것이고, 일정한 속도를 가지는 빛은 서로 다른 시간에 관찰자 A에게 도달하게 된다. 즉 관찰자 A는 번개가 동시에 기차의 앞과 뒤에 친것이라고 생각하지 않고, 약간의 시간적 간격을 두고 친 것이라고 여긴다. 이렇게 한개의 동일한 사건을 서로 다른 기준계에서 보게 되면 서로가 느끼는 시간에 대한 직관은 달라지게 된다. 즉, 동시라는 관념은 서로 다르게 느껴지게 되고, 이를 서로 다른 기준계마다 느끼는 동시에 대한 판단이 달라지게 되는 동시성의 상대성이라 한다.

## 같이 보기
- 인과 구조